# Alchemilla gemmia
Alchemilla gemmia är en rosväxtart som beskrevs av Robert Buser. Alchemilla gemmia ingår i släktet daggkåpor, och familjen rosväxter. Inga underarter finns listade i Catalogue of Life.